# Яхонтов, Александр Николаевич
Алекса́ндр Никола́евич Я́хонтов (28 июня (10 июля) 1820 — 12 (24) октября 1890) — русский поэт и переводчик, общественный деятель, путешественник.

## Биография
Родился 28 июня (10 июля) 1820 года в семье дворян Псковской губернии Яхонтовых. Его дед приходился двоюродным братом композитору Николаю Петровичу Яхонтову.
Пятилетним ребёнком ему пришлось читать стихи Пушкина перед самим поэтом, посетившим в 1825 году село Камно. Первоначально учился в Благородном пансионе при Императорском Санкт-Петербургском университете. В 1832 году был переведён в Царскосельский лицей, который окончил в 1838 году (вып. IX). В лицее, под влиянием преданий о Пушкине, Яхонтов стал писать стихи и перевёл несколько отрывков из «Фауста» Гёте и из «Метаморфоз» Овидия.
В 1840-е гг. он совершил большое путешествие по Западной Европе.
В Пскове занимал должность советника палаты государственных имуществ, потом директора гимназии (с 1858 года до 1867 года), а по выходе в отставку был председателем псковской уездной земской управы и предводителем дворянства.
Много заботился о народном образовании; составил книжку для народного чтения «Приключения Робинзона Крузо», разошедшуюся в 50 000 экземплярах. Яхонтов писал немного и печатал свои произведения с большими перерывами, в «Отечественных записках» и «Современнике», позднее в «Искре» (под псевдонимом «Сельский житель»), «Вестнике Европы», «Отечественных записках» Некрасова, с которым был дружен, «Живописном обозрении» и др. Прекрасно перевёл «Ифигению в Тавриде», «Венецианские эпиграммы» и «Торквато Тассо» Гёте и «Эмилию Галотти» Лессинга, а также много мелких стихотворений Гёте, Шиллера, Гейне, Мицкевича и других.
В 1884 году вышел сборник его стихотворений. Современники оценивали Яхонтова как поэта второстепенного, но тонко чувствовавшего, отзывчивого, которому нельзя отказать в выразительности, задушевности, искренности. Его картины сельской жизни прекрасны по содержанию и безукоризненны по форме. По тону стихи Яхонтова напоминают поэзию Майкова, графа Алексея Толстого и особенно Некрасова, мотивы музы которого он затрагивал всего чаще, помимо воли усваивая себе его приемы и формы и так же, как он, относясь к народу. Склонный к мечтательности, к спокойному созерцанию природы, Яхонтов не замыкался в своем личном мире, но чаще и чаще «выходил на большую дорогу общественной жизни, сочувствуя прогрессивному общественному движению».